# Citizen Cup 1995
Il  Citizen Cup 1995 è stato un torneo di tennis giocato sulla terra rossa. È stata l'11ª edizione del torneo, che fa parte della categoria Tier II nell'ambito del WTA Tour 1995. Si è giocato ad Amburgo in Germania dall'1 al 7 maggio 1995.

## Campionesse

### Singolare
Conchita Martínez ha battuto in finale  Martina Hingis con il punteggio di 6–1, 6–0

### Doppio
Gigi Fernández /  Martina Hingis hanno battuto in finale  Conchita Martínez /  Patricia Tarabini con il punteggio di 6–2, 6–3